# Jochen Pietzsch
Jochen Pietzsch (Halle, 1 de diciembre de 1963) es un deportista alemán que compitió para la RDA en luge en la modalidad doble. Está casado con la esquiadora y biatleta Kerstin Moring.
Participó en dos Juegos Olímpicos de Invierno, obteniendo dos medallas, oro en Calgary 1988 y bronce en Sarajevo 1984, ambas en la prueba doble (junto con Jörg Hoffmann).
Ganó seis medallas en el Campeonato Mundial de Luge entre los años 1983 y 1990, y tres medallas en el Campeonato Europeo de Luge, en los años 1986 y 1990.

## Palmarés internacional
| Juegos Olímpicos   | Juegos Olímpicos             | Juegos Olímpicos  | Juegos Olímpicos |
| Año                | Lugar                        | Medalla           | Prueba           |
| ------------------ | ---------------------------- | ----------------- | ---------------- |
| 1984               | Sarajevo (Yugoslavia)        | Medalla de bronce | Doble            |
| 1988               | Calgary (Canadá)             | Medalla de oro    | Doble            |
| Campeonato Mundial |                              |                   |                  |
| Año                | Lugar                        | Medalla           | Prueba           |
| 1983               | Lake Placid (Estados Unidos) | Medalla de oro    | Doble            |
| 1985               | Oberhof (RDA)                | Medalla de oro    | Doble            |
| 1987               | Igls (Austria)               | Medalla de oro    | Doble            |
| 1989               | Winterberg (RFA)             | Medalla de bronce | Doble            |
| 1990               | Calgary (Canadá)             | Medalla de oro    | Equipo           |
| 1990               | Calgary (Canadá)             | Medalla de bronce | Doble            |
| Campeonato Europeo |                              |                   |                  |
| Año                | Lugar                        | Medalla           | Prueba           |
| 1986               | Hammarstrand (Suecia)        | Medalla de plata  | Doble            |
| 1990               | Igls (Austria)               | Medalla de oro    | Doble            |
| 1990               | Igls (Austria)               | Medalla de oro    | Equipo           |